# 니샤 아디카리
니샤 아디카리(네팔어: निशा अधिकारी, 1986년 10월 4일 ~ )는 네팔의 배우, 모델이다. 2005 미스 인터내셔널 대회에 네팔 대표로 참가한 경력이 있다.